# هانا رونبری
هانا رونْبَری (۱۶ آوریل ۱۸۶۲ – ۹ اکتبر ۱۹۴۶) هنرمند و نویسنده فنلاندی بود. او به نسل نقاشان زن در دهه ۱۸۸۰ تعلق داشت که سبک رئالیسم فرانسوی را پذیرفتند و به عضوی فعال در مجمع هنرمندان اونینگبو در جزایر الند تبدیل شدند. به‌عنوان نویسنده، او عمدتاً به‌خاطر ترسیم‌هایش از هنرمندان اسکاندیناویایی در پایان قرن نوزدهم به یاد می‌آید.

## زندگی‌نامه
رونبرگ در آوریل ۱۸۶۲ در همن‌لینا به دنیا آمد. او در مدرسه طراحی انجمن هنر فنلاند (۱۸۷۵–۱۸۸۱) در هلسینکی و در آکادمی سلطنتی هنرهای زیبای سوئد (۱۸۸۱–۱۸۸۵) در استکهلم تحصیل کرد. او برای شرکت در دوره‌های آموزشی در پاریس نیز در  آکادمی ژولیان و آکادمی کولاروسی شرکت کرد.

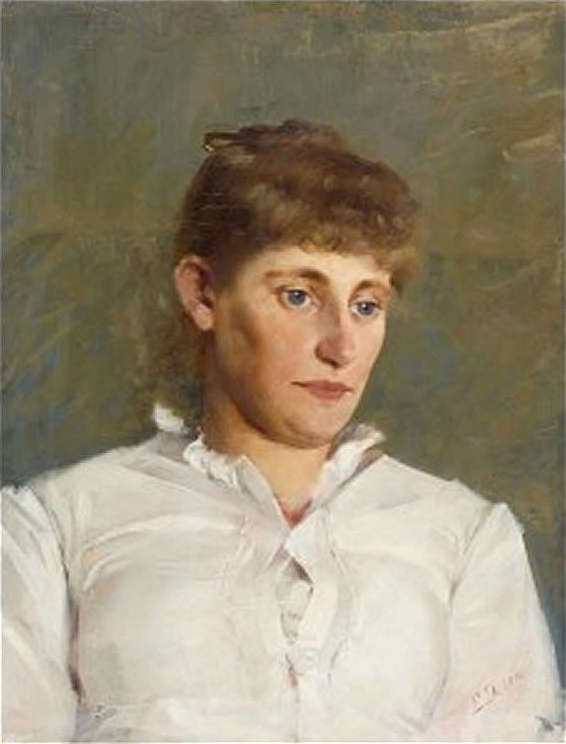
پرتره توسط الین دانیلسون-گامبوگی

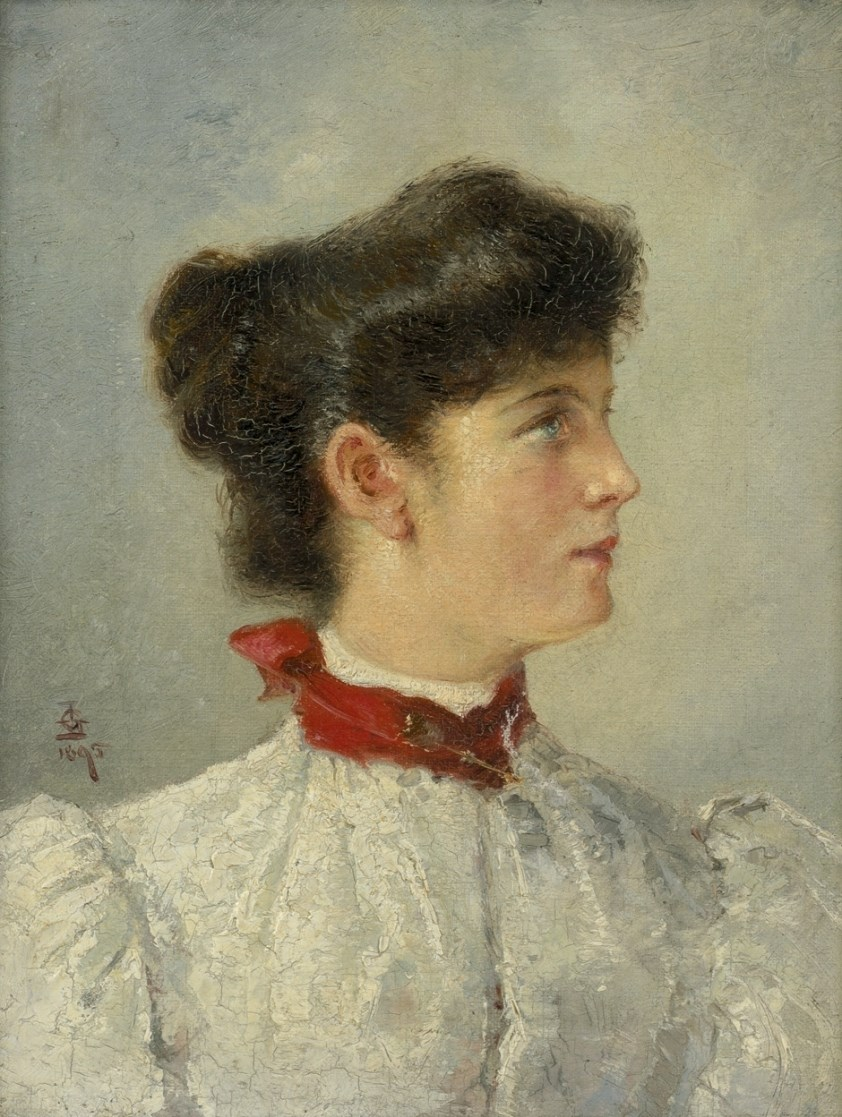
پرتره ایدا گیسیکو اسپارک، ۱۸۹۵

نقاشی‌های او اغلب شامل تصاویر مردم می‌شد. بهترین آثار او در حدود سال ۱۸۹۰ ظاهر شد و برخی از آنها در نمایشگاه‌ها به موفقیت دست یافتند. کارهای اولیه او در صحنه‌های فضای باز درمجمع هنرمندان اونینگبو از جنبش هوای آزاد فرانسوی الهام گرفته شده‌است. او در دهه ۱۸۹۰ و حتی بعد از آن به نقاشی ادامه داد و رنگ‌های روشن‌تر و قلم‌موهای گسترده‌تر را معرفی کرد. او در سال ۱۹۳۲ نمایشگاهی انفرادی از نقاشی‌ها ترتیب داد.
هانا رونبری سال‌های پایانی خود زندگی را در ویلایی در ساحل کولساری در خارج از هلسینکی گذراند و در اکتبر ۱۹۴۶ درگذشت.

## آثار
- ۱۸۹۰
- ۱۸۹۳
- ۱۸۹۷
- ۱۹۲۶